# 豊田収
豊田 収（とよだ おさむ、1882年（明治15年）11月25日 - 1969年（昭和44年）7月24日）は、日本の教育者、政治家。衆議院議員を6期務めた。青山学院大学講師、中央大学講師も務めた。
父は教育者の豊田太蔵。国土交通官僚の竹歳誠（国土交通事務次官や内閣官房副長官など歴任）は豊田の妹の孫にあたる。

## 経歴
鳥取県八橋郡由良村（現東伯郡北栄町）出身。
1910年（明治43年）、東京帝国大学法科大学独法科卒業。オックスフォード大学に留学。
帰国後鉄道書記官、鉄道監察官を歴任する。
1928年（昭和3年）に立憲政友会公認で第16回衆議院議員総選挙に立候補して初当選、以降総選挙に連続6回当選。岡田内閣大蔵参与官、鉄道会議議員、土木会議議員、鈴木内閣大東亜政務次官となる。1935年（昭和10年）には政友会を離党して昭和会の結党に参加した。
戦後は1953年の第3回参議院議員通常選挙に鳥取県選挙区から無所属で出馬するが、3位で落選した。

## 人物像
宗教は禅宗。趣味は育英事業。
激しい政務の傍ら、郷土における有為な人材育成を忘れず、私学経営のみならず各種育英、奨学事業に一生を捧げた。

## 家族・親族
- 父・太蔵（教育者）
1856年（安政3年）[6]生 - 1937年（昭和12年）[6]没
八橋郡由良宿の農家に生まれた豊田太蔵は、ここに中学校を建て、それを経営することに生涯をかけた[7]。
三女竹歳むめは次のように述懐している[8]。「諸事ともかく自分の考えどおり運ばないこともあって、家族一同ともども言葉に尽せない苦労の連続でありました[8]。一部の親戚からもこの際学校経営は思い止まるよう忠言もありましたが、父の初心はがんとして動かず、死の直前まで学校の育成発展に終始したのであります[8]」。
- 母・たか[5]
- 姉・嘉女（鳥取県、石井文次郎に嫁す[9]）
- 妹
都留（同県、池上巍に嫁す[9]）
むめ（同県、竹歳敏夫に嫁す[9]）
加津（同県、石井良三に嫁す[9]）
- 弟
稔（香川県、福井まち三女種子の養子[9]）
保（分家す[9]）
- 妻・登美子（多額納税者・農業[10]、市橋昌晴妹[9]）
- 長女[9]
- 三男[9]
- 二女[9]
- 三女[9]